# Tipula (Savtshenkia) benesignata
Tipula (Savtshenkia) benesignata is een tweevleugelige uit de familie langpootmuggen (Tipulidae). De soort komt voor in het Palearctisch gebied.